# Camp de concentració d'Urduña
El Camp de concentració d'Urduña fou un dels primers camps de presoners que Franco va obrir a l'Estat Espanyol. Ubicat a l'antic col·legi dels Jesuïtes on havia estudiat el primer lendakari del govern basc José Antonio Aguirre, entre juliol de 1937 i setembre de 1939 hi van passar més de cinquanta mil presoners, repartits també entre altres grans edificis de la ciutat: El Balneari de la Muera, el Sant Hospital Municipal i la Duana. L'objectiu era la reclusió preventiva, per a la classificació i reeducació de soldats i civils capturats per les tropes de Franco, principalment als fronts d'Aragó, Biscaia i Catalunya. El camp va ser clausurat definitivament el 1941 i l'edifici dels Jesuïtes convertit en presó central.
Situat en ple centre de la ciutat d'Urduña, tenia una capacitat màxima de cinc mil persones. Els interns, molts d'ells completament aliens a la guerra, van rebre un tracte inhumà, caracteritzat per la fam, el fred, l'amuntegament, les pallisses, les malalties i les humiliacions sistemàtiques. Els més forts van ser usats com a mà d'obra esclava per a la realització d'obres públiques i privades, entre les quals destaquen: la rehabilitació de la plaça de braus, la duana, el balneari, el cementiri, el pont de la Muera i el monument a la Verge del Santuari de l'Antigua, al cim de la muntanya de Txarlazo.
Durant els vint-i-set mesos que el camp va estar en funcionament, només es van trobar registrats 27 morts, tot i que hi ha documentació que parla de més de dos-cents. El perfil mitjà dels morts era: home jove, català, aproximadament de trenta anys, pagès de professió i mort per malaltia pulmonar.
El 2012 l'Ajuntament d'Urduña, en un acte d'homenatge, va reprovar públicament aquells fets i va demanar perdó als dos únics supervivents: Juan Larrinaga, de noranta-dos anys i Trinitario Rubio Cuevas de noranta-quatre, extensiu a totes les víctimes i llurs famílies, amb el ferm compromís de donar a conèixer llurs noms, rehabilitar-los i divulgar aquell trist episodi històric.